# الكريف (ذي السفال)

تعديل مصدري - تعديل

الكريف محلة تابعة لقرية المنبل، التابعة لعزلة الدخال بمديرية ذي السفال إحدى مديريات محافظة إب في الجمهورية اليمنية، بلغ تعداد سكانها 107 حسب تعداد اليمن لعام 2004.